# Mannenmarathon van Tokio 1982
De Mannenmarathon van Tokio 1982 werd gelopen op zondag 31 januari 1982. Het was de derde editie van de Tokyo International Marathon. Aan deze wedstrijd mochten alleen mannelijke elitelopers deelnemen. De Sovjet-Russische Vadim Sidorov kwam als eerste over de streep in 2:10.33.

## Uitslagen
| rang   | naam                  | land | tijd    |
| ------ | --------------------- | ---- | ------- |
| Goud   | Vadim Sidorov         | URS  | 2:10.33 |
| Zilver | Hugh Jones            | ENG  | 2:10.41 |
| Brons  | Stefano Brunetti      | ITA  | 2:11.22 |
| 4      | Takao Nakamura        | JPN  | 2:12.11 |
| 5      | Jouni Kortelainen     | FIN  | 2:12.15 |
| 6      | Svend-Erik Kristensen | DEN  | 2:12.33 |
| 7      | Ferenc Szekeres       | HUN  | 2:12.36 |
| 8      | Hideki Kita           | JPN  | 2:13.24 |
| 9      | Dereje Nedi           | ETH  | 2:13.25 |
| 10     | Oyvind Dahl           | NOR  | 2:14.00 |
| 11     | Tadesse Biru          | ETH  | 2:14.28 |
| 12     | Janos Szekeres        | HUN  | 2:14.34 |
| 13     | Bernard Bobes         | FRA  | 2:15.23 |
| 14     | Agapius Masong        | TAN  | 2:15.25 |
| 15     | Tatsuyuki Tajiri      | JPN  | 2:15.41 |
| 16     | Mineteru Sakamoto     | JPN  | 2:15.49 |
| 17     | Richard Umberg        | SUI  | 2:15.59 |
| 18     | Günther Mielke        | GER  | 2:16.05 |
| 19     | Norman Wilson         | ENG  | 2:16.14 |
| 20     | Masaaki Chiba         | JPN  | 2:16.16 |
| 21     | Rudi Verriet          | NED  | 2:16.40 |
| 22     | Li-Ang Xu             | CHN  | 2:16.51 |
| 23     | Vito Basiliana        | ITA  | 2:17.41 |
| 24     | Don Howieson          | CAN  | 2:17.42 |
| 25     | Leonid Mosejev        | URS  | 2:17.46 |

Tokyo International Marathon (alleen mannen)

1981 · 1982 · 1983 · 1984 · 1985 · 1986 · 1987 · 1988 · 1989 · 1990 · 1991 · 1992 · 1993 · 1994 · 1995 · 1996 · 1997 · 1998 · 1999 · 2000 · 2001 · 2002 · 2003 · 2004 · 2005 · 2006

Tokyo International Women's Marathon (alleen vrouwen)

1979 · 1980 · 1981 · 1982 · 1983 · 1984 · 1985 · 1986 · 1987 · 1988 · 1989 · 1990 · 1991 · 1992 · 1993 · 1994 · 1995 · 1996 · 1997 · 1998 · 1999 · 2000 · 2001 · 2002 · 2003 · 2004 · 2005 · 2006 · 2007 · 2008

Tokyo Marathon (beide)

2007 · 2008 · 2009 · 2010 · 2011 · 2012 · 2013 · 2014 · 2015 · 2016 · 2017 · 2018 · 2019 · 2020 · 2021 · 2022 · 2023 · 2024